# Strueth
Strueth település Franciaországban, Haut-Rhin megyében. Lakosainak száma 354 fő (2022. január 1.). Strueth Saint-Ulrich, Mertzen, Hindlingen és Suarce községekkel határos.

## Népesség
A település népessége az elmúlt években az alábbi módon változott:
| Lakosok száma | 340  | 340  | 345  | 331  | 337  | 338  | 341  | 347  | 354  |
|               | 2013 | 2015 | 2016 | 2017 | 2018 | 2019 | 2020 | 2021 | 2022 |